# 門澤萊什蒂鄉
45°30′N 26°39′E / 45.500°N 26.650°E
門澤萊什蒂鄉（羅馬尼亞語：Comuna Mânzălești, Buzău），是羅馬尼亞的鄉份，位於該國東南部，由布澤烏縣負責管轄，面積9,470平方公里，海拔高度440米，2007年人口2,911，人口密度每平方公里0.3人。